# Oxyloma kanabense
Oxyloma kanabense är en snäckart som beskrevs av Henry Augustus Pilsbry 1948. Oxyloma kanabense ingår i släktet Oxyloma och familjen bärnstenssnäckor. IUCN kategoriserar arten globalt som akut hotad. Inga underarter finns listade i Catalogue of Life.

## Bildgalleri

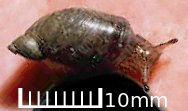
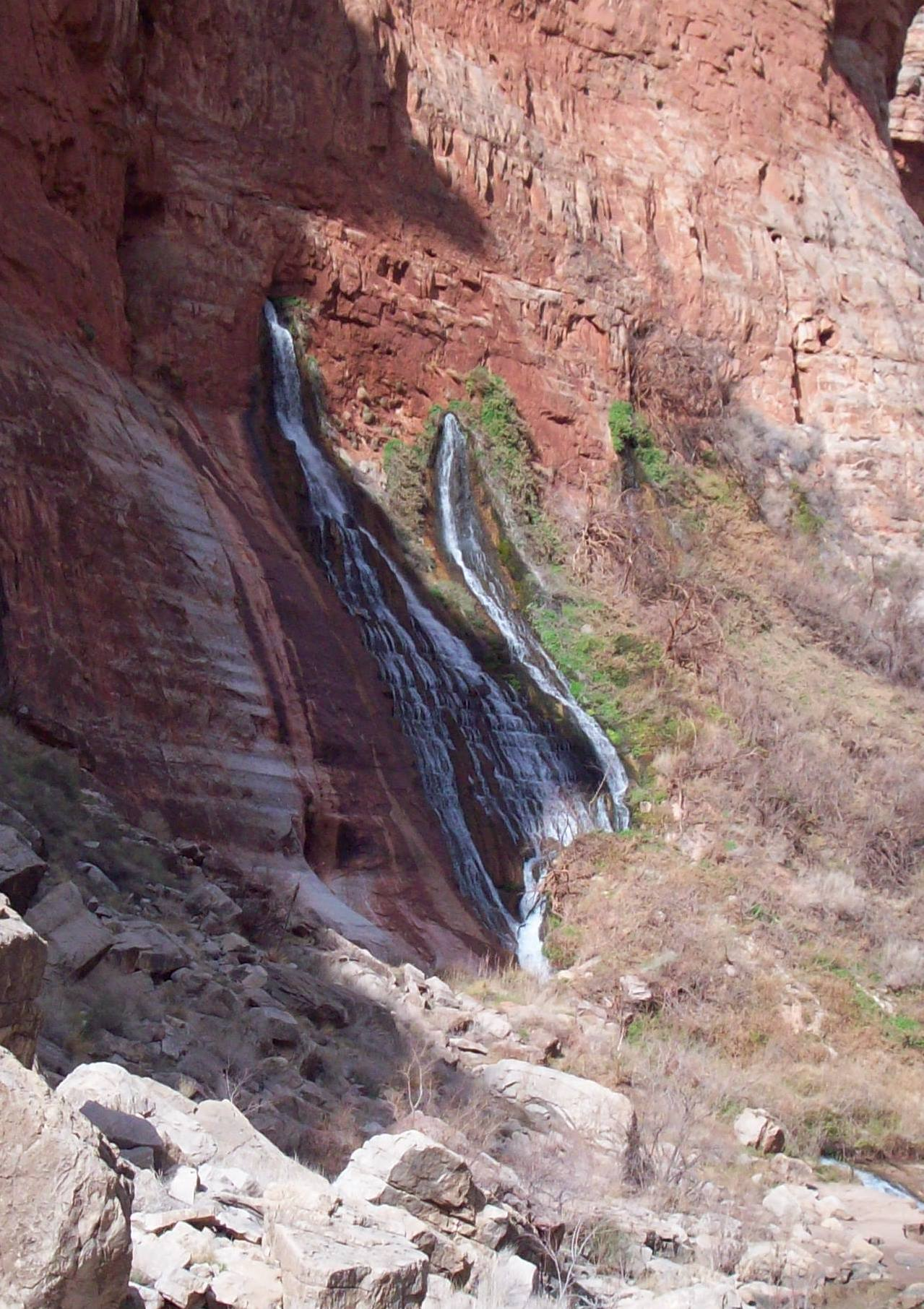